# Eshan
För andra betydelser, se Eshan (olika betydelser).
Eshan, tidigare stavat Oshan, är ett autonomt härad för yi-folket och som lyder under Yuxis stad på prefekturnivå i Yunnan-provinsen i sydvästra Kina. Det ligger omkring 110 kilometer sydväst om provinshuvudstaden Kunming.